# Zach Wells
Zach Wells est un footballeur américain, né le 26 février 1981 à Costa Mesa, Californie, États-Unis.
Il évolue en 2008 avec le club américain du D.C. United à la suite d'un échange avec Bobby Boswell.

## Clubs
- 2004-2005 :  MetroStars
- 2006-2007 :  Houston Dynamo
- 2008 :  D.C. United

## Palmarès
Avec le Houston Dynamo :
- Vainqueur de la MLS Cup en 2006 et 2007